# Феодор (Рафальський)
Архієпископ Феодор (Олександр Порфирович Рафальський, 21 жовтня 1895 року, Луцький повіт, Волинська губернія, Російська імперія — 5 травня 1955 року, Сідней, Австралія) — архієрей Української автономної церкви та Російської православної церкви закордоном, архієпископ Сіднейський і Австралійський.

## Життєпис
Народився 21 жовтня 1895 року. При хрещенні одержав ім'я Олександр, на честь св. великого князя Олександра Невського. Походив із старовинного священницького роду. Батько — луцький протоієрей о. Порфірій, а матір — Євдокія — дочка священика. Прадід Антоній (Рафальський) був митрополитом Петербурзьким і Ладозьким
У дитинстві жив і навчався на Волині, там закінчив Духовне училище, а в 1914 році повний курс Волинської духовної семінарії. В 1918 році закінчив фізико-математичний факультет Свято-Володимирського Київського університету.

### Священство
12 травня 1920 року він приймає дияконський сан від Діонісія (Валединського), єпископа Кременецького, пізніше — митрополита Варшавського і всієї Польщі, а 20 травня цей же єпископ рукоположив його в сан священика.
З 1922 по 1939 рік перебував у клірі Польської Православної Церкви.
В 1923 році одружився.
З 1924 року по 1928 рік навчався на Богословському факультеті Варшавського університету, закінчивши його із званням магістра богословських наук.
В 1930-х роках був настоятелем Богоявленського кафедрального собору в м. Острозі. Одночасно займався педагогічною діяльністю, викладаючи в міській гімназії та педагогічному інституті. Активно співпрацював в Російському благодійному товаристві, яке очолював доктор С. К. Храневич. Був нагороджений багатьма церковними нагородами, в тому числі отримав звання митрофорного протоієрея.

### У складі Української автономної православної церкви
З початку німецької окупації України під час Другої світової війни перебував у клірі Української автономної церкви (УАЦ). Не пізніше 1942 року — овдовів.
Навесні 1942 року був обраний кандидатом на заміщення єпикопської кафедри
12 червня 1942 року визначенням Собору єпископів Автономної православної церкви України був обраний на кафедру єпископа Таганрозького, вікарія Катеринославської єпархії. Після прийняття чернецтва був зведений в сан архімандрита з ім'ям Феодора (на честь преподобного Феодора, князя Острозького). 25 липня 1942 року в Свято-Успенській Почаївській лаврі був хіротонізований на єпископа Таганрозького з правом керування парафіями Ростовської єпархії.) митрополитом Волинським і Житомирським Олексієм (Громадським) за участю єпископів: Веніаміна (Новицький), Димитрія (Магана), Серафима (Кушнірука) та Іова (Кресовича). Йому тимчасово було доручено залишатися у Почаївській Лавріі помічником предстоятеля УАЦ
Воєнні дії не дали можливості новопоставленному єпископу прибути до місця призначення, тому 25 серпня 1942 року він був призначений єпископом Рівненським, вікарієм Волинської єпархії.
За деякими даними брав участь у архієрейському Соборі 6 червня 1943 року в Ковелі, який був скликаний для виборів першоієрарха Автономної Церкви після загибелі Олексія (Громадького). Крім обрання нового Першоієрарха Ковельський собор єпископів УАЦ 7 червня 1943 року постановив, що Волинсько-Житомирською єпархією керують 3 вікарних єпископи з правами правлячих на території своїх областей: колишній Луцько-Ковельський єпископ Іов (Кресович) був переведений на Кременецьку і Дубенську кафедру «з правами самостійного у своїй області» і став 1-м вікарієм, Мануїл (Тарнавський) був призначений 2-м вікарієм — єпископом Володимиро- Волинським і Ковельським (також з правами самостійного архієрея), 3-м волинським вікарієм з правом керування своєю областю був Рівненський єпископ Феодор (Рафальський)

### У складі Російської православної церкви закордоном
У січні 1944 року був евакуйований до Німеччини. Там православне духовенство зосередилось в м. Мюнхені, де, в серпні 1945 року, єпископат УАЦ на своєму Соборі вирішив увійти до складу Російської Православної Церкви за кордоном (РПЦЗ).
12 грудня 1946 року Архієрейський Синод РПЦЗ ухвалив рішення заснувати в Австралії єпархію і призначив на неї Феодора (Рафальського) з титулом єпископа Сіднейського і Австралійського. Через труднощі з оформленням необхідних для в'їзду документів єпископ прибув до Австралії тільки 5 листопада 1948 року на пароплаві «Дерна» разом з протодияконом Петром Грицаєвим. Єпископ Федор став першим православним архієреєм в Австралії.
Собор РПЦЗ вирішив призначити в Австралію єпископа тому що кількість православних там постійно збільшувалась. Не дивлячись на те, що на той час в Австралії вже були православні священики, але духовного життя як такого не було. Богослужіння відправлялись в грецьких і сирійських храмах. Люди не цікавилися богослов'ям і були не воцерковлені. У той час в Австралії існувало тільки 2 приходи — в містах Брисбен і Сідней. Брисбенська парафія була заснована в 1925 році, а Сіднейська — в 1938 році. На час приїзду до Австралії єпископа Феодора, в Брисбені існував єдиний в країні храм, збудований в російській православному стилі в 1933 році. У Сіднеї в той час існувала лише Свято-Володимирська домова церква. У цих умовах Брисбен був обраний для заснування там архіерейской кафедри. Трохи пізніше ця кафедра була переміщена в Сідней, в якому жила велика російська колонія. Російська православна паства в Австралії до 1948 року складалася майже виключно з емігрантів, які прибули в цю країну після жовтневого (1917 року) перевороту в Росії і поразки антибільшовицьких рухів у громадянській війні. Паства ця була дуже нечисленна. Але це положення стало змінюватися, починаючи з другої половини 1948 року, коли в Австралію стали прибувати так звані «переміщені особи» — DP (displaced persons) — з Європи та Азії. Після Другої світової війни кількість православних в Австралії зросла в багато разів, а отже і зросла кількість російських церков і приходів.
В кінці 1949 року єпископ Феодор був зведений в сан архієпископа, а 16 лютого 1950 року йому було присвоєно титул архієпископа Сіднейського і Австралійсько-Новозеландського.
Владика Федор віддавав всі свої сили на створення єпархії, систематично відвідував далекі і близькі парафії, знайомився з життям і пастирським служінням. В 1951 році він тричі відвідав Брисбен, тричі Мельбурн, Аделаїду, табори Скайвілл, Грега, Батхерет, Вайкол і Бонегілле. В 1951 році був проведений Перший єпархіальний з'їзд Австралійсько-Новозеландської єпархії. 27 грудня 1953 року в Сіднеї відбулось освячення Свято-Петропавлівського кафедрального собору. Зросла кількість парафій.
В ніч на 8 квітня 1955 року у вледики Феодора сталася шлункова кровотеча. Лікарі ствердили, що до цього спричинила виразка дванадцятиперстної кишки. Ще перебуваючи в Острозі, він часто мав проблеми зі шлунком. 23 квітня стався інсульт. 5 травня 1955 року архієпископ Феодор (Рафальський) помер. Похорон новопредставленого архієрея відбувся 7 травня в Свято-Петропавловському кафедральному соборі. Похований недалеко від вівтаря Свято-Петропавлівського кафедрального собору у Сіднеї.